# Лебрехт (Анхалт-Кьотен)
Лебрехт фон Анхалт-Кьотен (на немски: Lebrecht von Anhalt-Köthen; * 8 април 1622 в Пльотцкау; † 7 ноември 1669 в Кьотен) от фамилията Аскани е княз на Анхалт-Пльотцкау (1653 – 1665) и от 1665 до 1669 г. княз на Анхалт-Кьотен.
Той е вторият син на княз Август фон Анхалт-Пльотцкау (1575 – 1653) и съпругата му Сибила фон Золмс-Лаубах (1590 – 1659), дъщеря на граф Йохан Георг I фон Золмс-Лаубах.
През 1653 г. той наследява баща си в Анхалт-Пльотцкау заедно с братята си Ернст Готлиб (1620 – 1654) и Емануел (1631 – 1670).
Лебхрехт става княз на Анхалт-Кьотен след смъртта на княз Вилхелм Лудвиг фон Анхалт-Кьотен през 1665 г. и управлява заедно с брат си Емануел. Пльотцкау е върнат обратно на Анхалт-Бернбург. Лебрехт е особено набожен и отдаден на благотворителност. В Кьотен той построява болница. Приет е в литературното общество Fruchtbringende Gesellschaft.
Лебрехт се жени на 18 януари 1655 г. в Пльотцкау за графиня София Елеонора фон Щолберг-Вернигероде (* 2 октомври 1628; † 13 септември 1675), дъщеря на граф Хайнрих Фолрад цу Щолберг-Вернигероде (1590 – 1641) и втората му съпруга Маргарета фон Золмс-Лаубах (1604 – 1648). Бракът е бездетен. 
Княз на Анхалт-Кьотен след него става брат му Емануел. Лебрехт е погребан в княжеската гробница на църквата „Свети Яков“ в Кьотен.